# Bolondrón (Cuba)
Bolondrón es una localidad cubana del municipio de Pedro Betancourt, perteneciente a la provincia de Matanzas.

## Historia
Hacia mediados del XIX, el lugar tenía contabilizada una población de diecinueve habitantes. Aparece descrito en el primer tomo del Diccionario geográfico, estadístico, histórico, de la isla de Cuba de Jacobo de la Pezuela con las siguientes palabras:

Bolondron. caserio y paradero de) Pequeño caserío recientemente formado en el Part.º de Alacranes, J. de Güines, con 13 casas y 109 habitantes, siendo el segundo paradero de la prolongacion del ferro-carril de Matanzas, que llega hasta Isabel. Está situado en un llano y á poca distancia de las lomas de los corrales Río de Auras y Gonzalo, hallándose en tierras del antiguo corral Bolondroo. Por la línea del ferro-carril está á 28 millas inglesas al S. S. E. de Matauzas, 33¼ de la Habana, á 37 al S. S. O. de Cárdenas, á 6 del entronque de la Union, á 8½ del paradero de Navajas, donde el ferro-carril de Cárdenas se une con el de Matanzas, y entre el citado paradero de la Union y el de la Güira que distan 4 millas. Este caserío es el que el Cuadro Estadístico de 1846 llama de Gonzalo, señalándole 19 habitantes, y está al E. S. E. del de la Union de Reyes, casi al E. del pueblo de Alacranes, y al O. N. E. de Corral Falso. Hay en él una Administracion de Correos de 3.ª clase á cargo de un administrador con el sueldo de 300 ps. fs. anuales y 50 que además se le abonan para gastos de material y escritorio. Tiene una escuela gratuita de primeras letras para varones, costeada por los fondos municipales.
(Pezuela, 1863, p. 188)

En el año 2002, según el Censo de Población y Viviendas, tenía 6536 habitantes.